# Servotá
Servotá är en ort i Grekland.   Den ligger i prefekturen Trikala och regionen Thessalien, i den centrala delen av landet, 230 km nordväst om huvudstaden Aten. Servotá ligger 96 meter över havet och antalet invånare är 642.
Terrängen runt Servotá är huvudsakligen platt, men norrut är den kuperad. Runt Servotá är det tätbefolkat, med 257 invånare per kvadratkilometer. Närmaste större samhälle är Trikala, 13,2 km väster om Servotá. Trakten runt Servotá består till största delen av jordbruksmark.